# العلاقات الفنزويلية الموزمبيقية
العلاقات الفنزويلية الموزمبيقية هي العلاقات الثنائية التي تجمع بين فنزويلا وموزمبيق.

## مقارنة بين البلدين
هذه مقارنة عامة ومرجعية للدولتين:
| وجه المقارنة                                              | فنزويلا                                  | موزمبيق          |
| --------------------------------------------------------- | ---------------------------------------- | ---------------- |
| المساحة (كم2)                                             | 916.45 ألف                               | 801.59 ألف       |
| عدد السكان (نسمة)                                         | 28.87 مليون                              | 29.67 مليون      |
| الكثافة السكانية (ن./كم²)                                 | 31.5                                     | 37.01            |
| العاصمة                                                   | كاراكاس                                  | مابوتو           |
| اللغة الرسمية                                             | اللغة الإسبانية، لغة الإشارة الفنزويلية ‏ | اللغة البرتغالية |
| العملة                                                    | بوليفار فنزويلي                          | متكال موزمبيقي   |
| الناتج المحلي الإجمالي (بليون دولار)                      | 482.36 مليار                             | 12.33 مليار      |
| الناتج المحلي الإجمالي (تعادل القوة الشرائية) بليون دولار |                                          | 33.35 مليار      |
| الناتج المحلي الإجمالي الاسمي للفرد دولار أمريكي          |                                          | 529              |
| الناتج المحلي الإجمالي للفرد دولار أمريكي                 |                                          | 1.13 ألف         |
| مؤشر التنمية البشرية                                      | 0.762                                    | 0.416            |
| رمز المكالمات الدولي                                      | +58                                      | +258             |
| رمز الإنترنت                                              | .ve                                      | .mz              |
| المنطقة الزمنية                                           | 00                                       | ت ع م+02:00      |

## منظمات دولية مشتركة
يشترك البلدان في عضوية مجموعة من المنظمات الدولية، منها:
| علم المنظمة | اسم المنظمة                        | تاريخ انضمام فنزويلا | تاريخ انضمام موزمبيق |
| ----------- | ---------------------------------- | -------------------- | -------------------- |
|             | الاتحاد البريدي العالمي            | ?                    | ?                    |
|             | منظمة حظر الأسلحة الكيميائية       | ?                    | ?                    |
|             | منظمة التجارة العالمية             | ?                    | ?                    |
|             | الأمم المتحدة                      | 15 نوفمبر 1945       | 16 سبتمبر 1975       |
|             | وكالة ضمان الاستثمار متعدد الأطراف | 9 مايو 1994          | 23 نوفمبر 1994       |
|             | منظمة الشرطة الجنائية الدولية      | ?                    | ?                    |
|             | مؤسسة التمويل الدولية              | 28 ديسمبر 1956       | 24 سبتمبر 1984       |
|             | المنظمة الهيدروغرافية الدولية      | ?                    | ?                    |
|             | البنك الدولي للإنشاء والتعمير      | 30 ديسمبر 1946       | 24 سبتمبر 1984       |
|             | الاتحاد الدولي للاتصالات           | 13 أغسطس 1920        | 4 نوفمبر 1975        |
|             | يونسكو                             | 25 نوفمبر 1946       | 11 أكتوبر 1976       |

## وصلات خارجية
- موقع وزارة الخارجية الفنزويلية
- موقع وزارة الخارجية الموزمبيقية